# Nina Kreutzmann Jørgensen
Nina Kreutzmann Jørgensen (født 17. juli 1977 i Nuuk) er uddannet lærer og underviser bl.a. i musik. Hun er professionel musiker, sangskriver og sanger.
Hun har en lang musikkarriere bag sig, hvor hun har været gæstesolist på mange cd'er, samt forsanger for bandet Qulleq, der var landskendte i Grønland sidst i 90'erne og starten af 2000. Hun lavede sit eget album i 2008 (NINA, Eqqissineq).

I 2010 deltog og vandt Nina, som forsanger, i tv-programmet All stars (Tv2), med Julie Berthelsen, som korleder.
I 2016 udgav hun sit første danske album med tilhørende novellesamling, Hun står i nordenvind.
Værket er også udkommet på grønlandsk med titlen Avannersumut sassarpoq.
Nina stillede op i Dansk Melodi Grand Prix 2019 med veninden Julie, som Julie & Nina. Med sang nr. 7 "League Of Light".

## Privatliv
Nina Kreutzmann Jørgensen danner par med Niviaq Korneliussen. Sammen har de sønnen Aron, født 2023.

## Blandede værker
- Nina (2016), Hun står i nordenvind, Nina Music
- Jørgensen, Nina Kreutzmann (2016). Hun står i nordenvind : noveller. Julie Rehhoff Kondrup (ed.) (1. udgave udgave). Nuuk: Milik. ISBN 978-87-93405-37-0.

## Diskografi

### Nina
- Nina (2008). Eqqissineq. Atlantic Music

### Qulleq
- Qulleq (1997). Ilissinnut. Melos Records
- Qulleq (1999). Silarsuarmut Tikilluarit. Atlantic Music
- Qulleq (1999). Misigissutsit. Atlantic Music

## Filmografi
- Julehilsen til Grønland[6] - 2003